# Збірна всіх зірок НБА
Збірна всіх зірок НБА (англ. All-NBA Team) — щорічне вшанування найкращих гравців Національної баскетбольної асоціації (НБА), яке проводиться в кінці кожного регулярного сезону. Вшановують гравців ліги, яких обирають спортивні журналісти з США та Канади. Збірну всіх зірок обирали в кожний сезон існування ліги, починаючи з сезону 1946-47 року. Спочатку було лише дві збірні всіх зірок, але починаючи сезону НБА 1987–88 року їх стало три - по п'ять гравців в першій, другій та третій, в сумі нараховуючи 15 гравців в складі збірної всіх зірок.

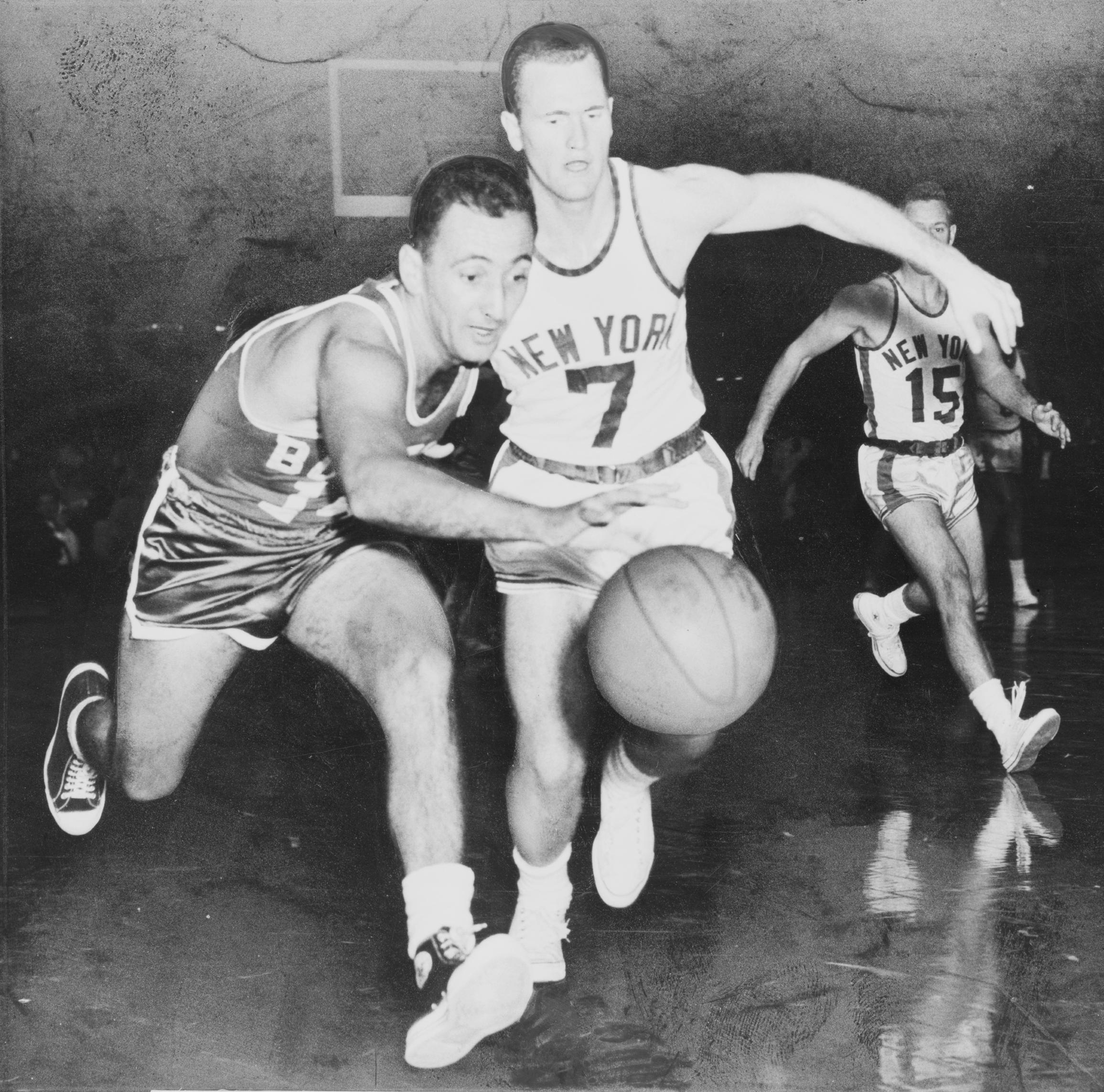
Боб Коузі обирався до збірних всіх зірок 12 разів.

Гравці отримують по п'ять очок за зарахування до першої збірної, три очка - за другу збірну і одне очко - за третю. П'ять гравців, які на своїх позиціях набрали найбільшу кількість очок - формують перше збірну, наступні п'ять - другу і останні п'ятеро - третю. Якщо хтось набере однакову кількість голосів - то всі ці гравці потрапляють до відповідної збірної, розширюючи склад. Такий випадок був зафіксований лише раз - в 1952 році, коли Боб Девіс та Дольф Шеєс отримали однакову кількість голосів. В період з сезону БАА 1946-47 року по сезон НБА 1954–55 року, гравців обирали не зважаючи на позиції; однак, починаючи з сезону сезону НБА 1955–56 року кожна команда складалася з двох форвардів, одного центрового та двох захисників .
Карім Абдул-Джаббар утримує рекорд потраплянь до збірної всіх зірок - його обирали 15 разів. Карл Мелоун, Шакіл О'Ніл, Кобі Браянт обиралися 14 разів, Тім Данкан обирався 13 разів,, Дольф Шеєс, Боб Коузі, Джеррі Вест, Хакім Оладжьювон, Дірк Новіцкі - 12 разів обиралися до складу збірних всіх зірок. Карла Мелоуна обирався більш за інших в першу збірну всіх зірок - 11 разів, в той час як Боб Коузі, Боб Петтіт, Елджин Бейлор, Джеррі Вест, Карім Абдул-Джаббар, Майкл Джордан та Кобі Браянт - по десять разів кожен, що є другим результатом після Мелоуна.

### 1955–56 до 1987–88

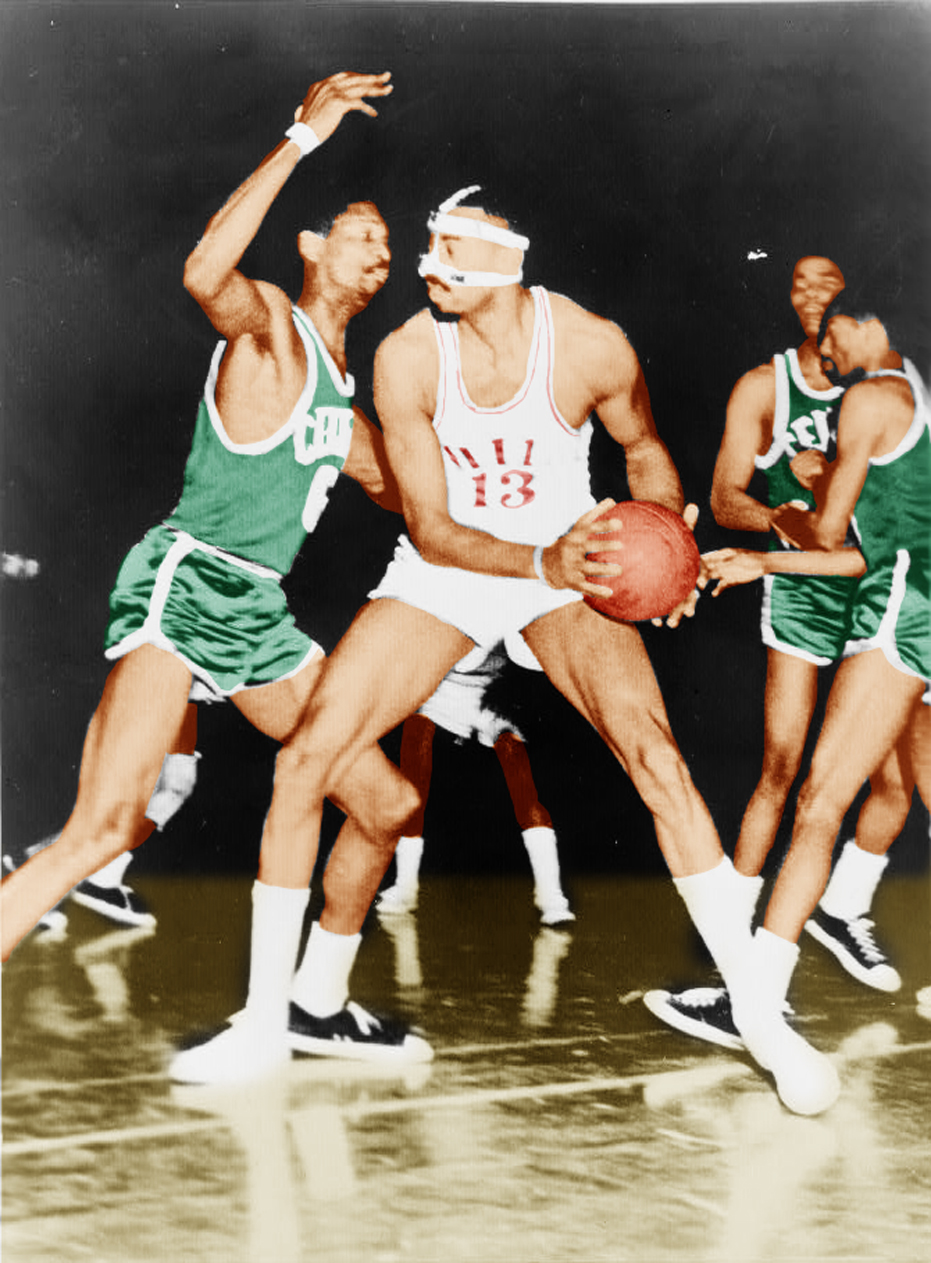
Білл Расселл (зліва) обирався до збірної всіх зірок 11 разів.

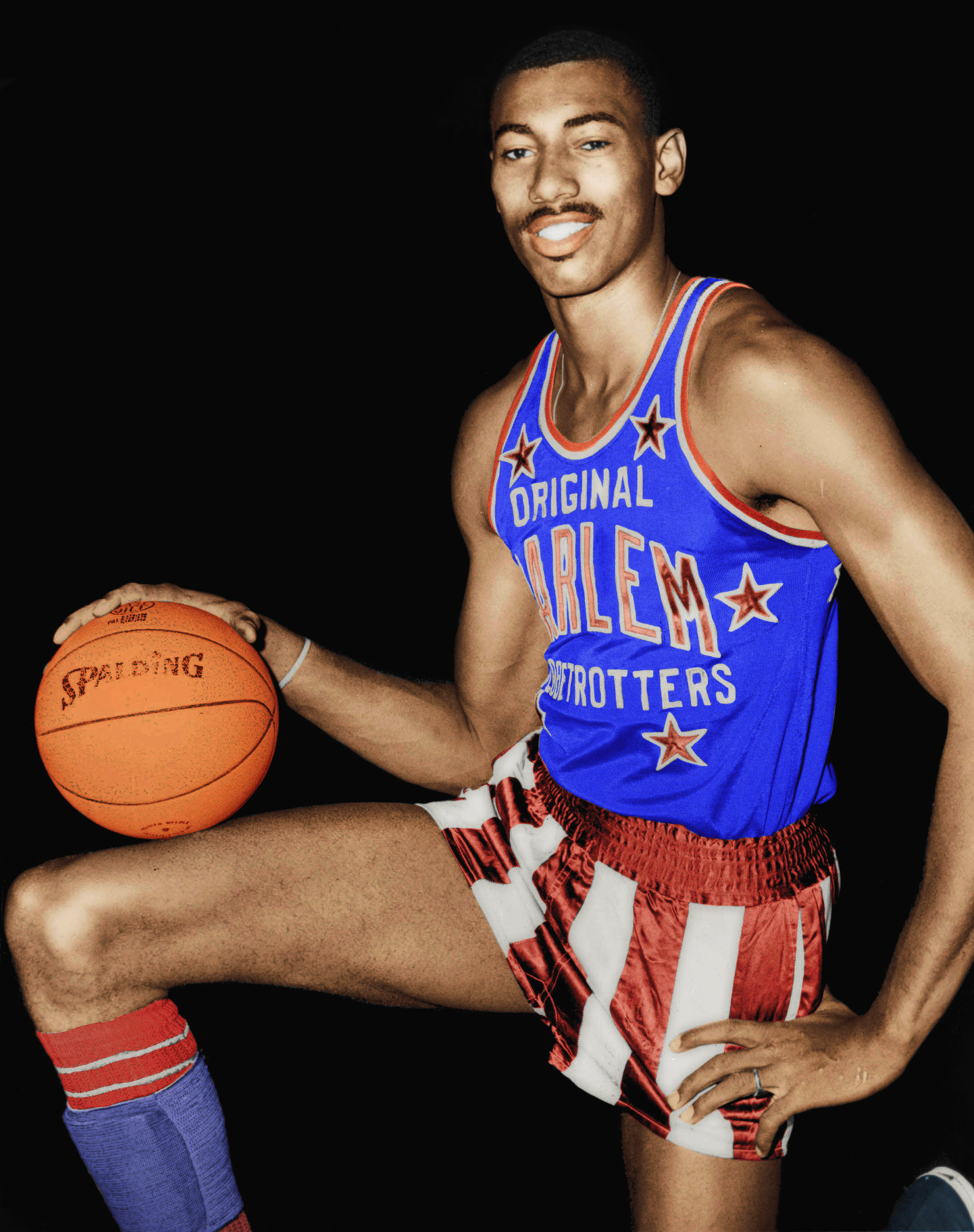
Вілт Чемберлейн обирався до збірної всіх зірок 10 разів.

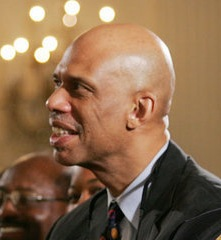
Карім Абдул-Джаббар, також відомий як Льюїс Алсіндор, обирався до збірної всіх зірок рекордні 15 разів..

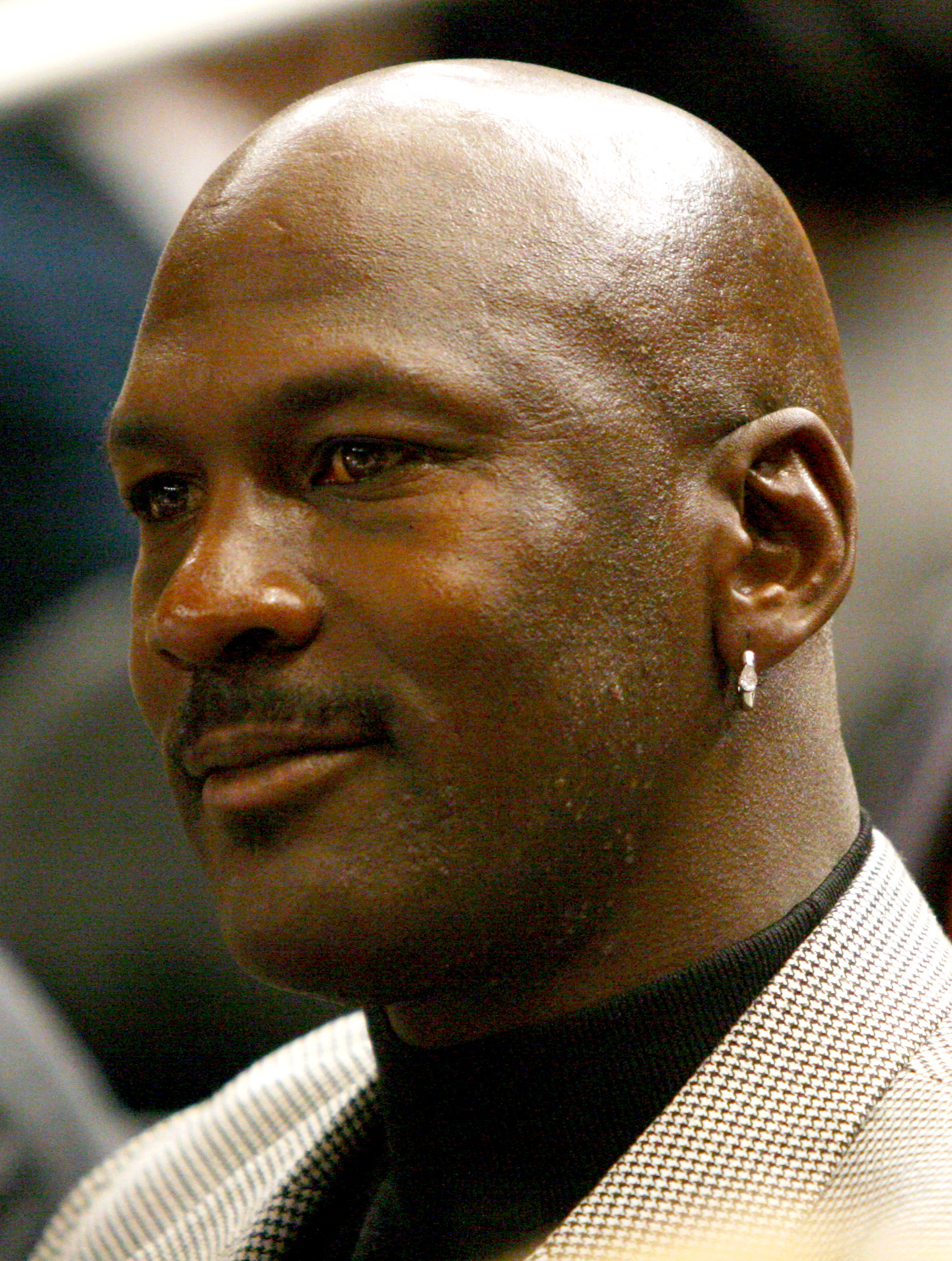
Майкл Джордан обирався до збірної всіх зірок 11 разів.

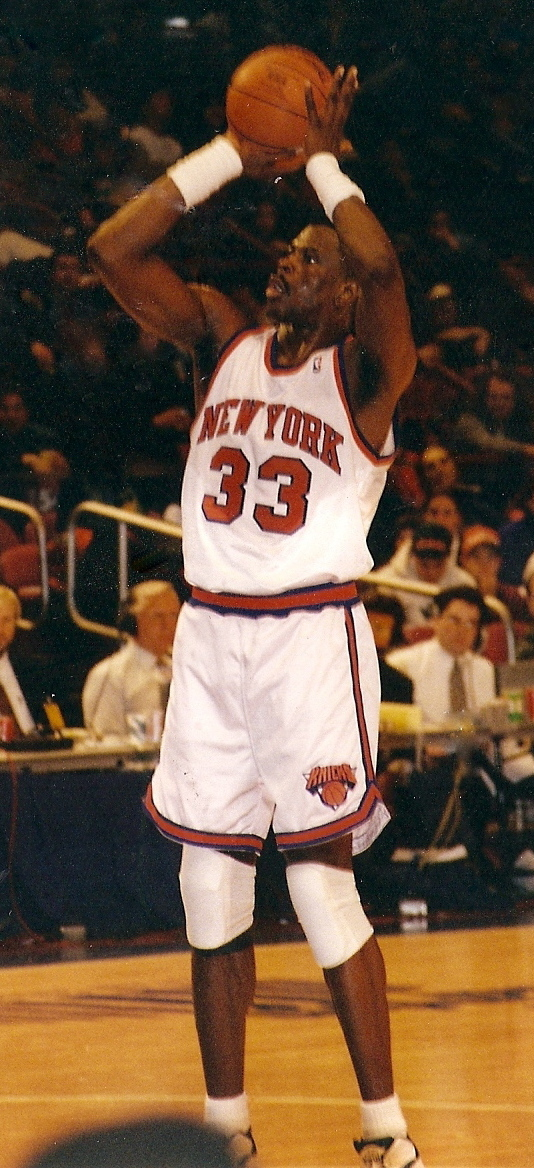
Патрік Юінг обирався до збірної всіх зірок 7 разів.

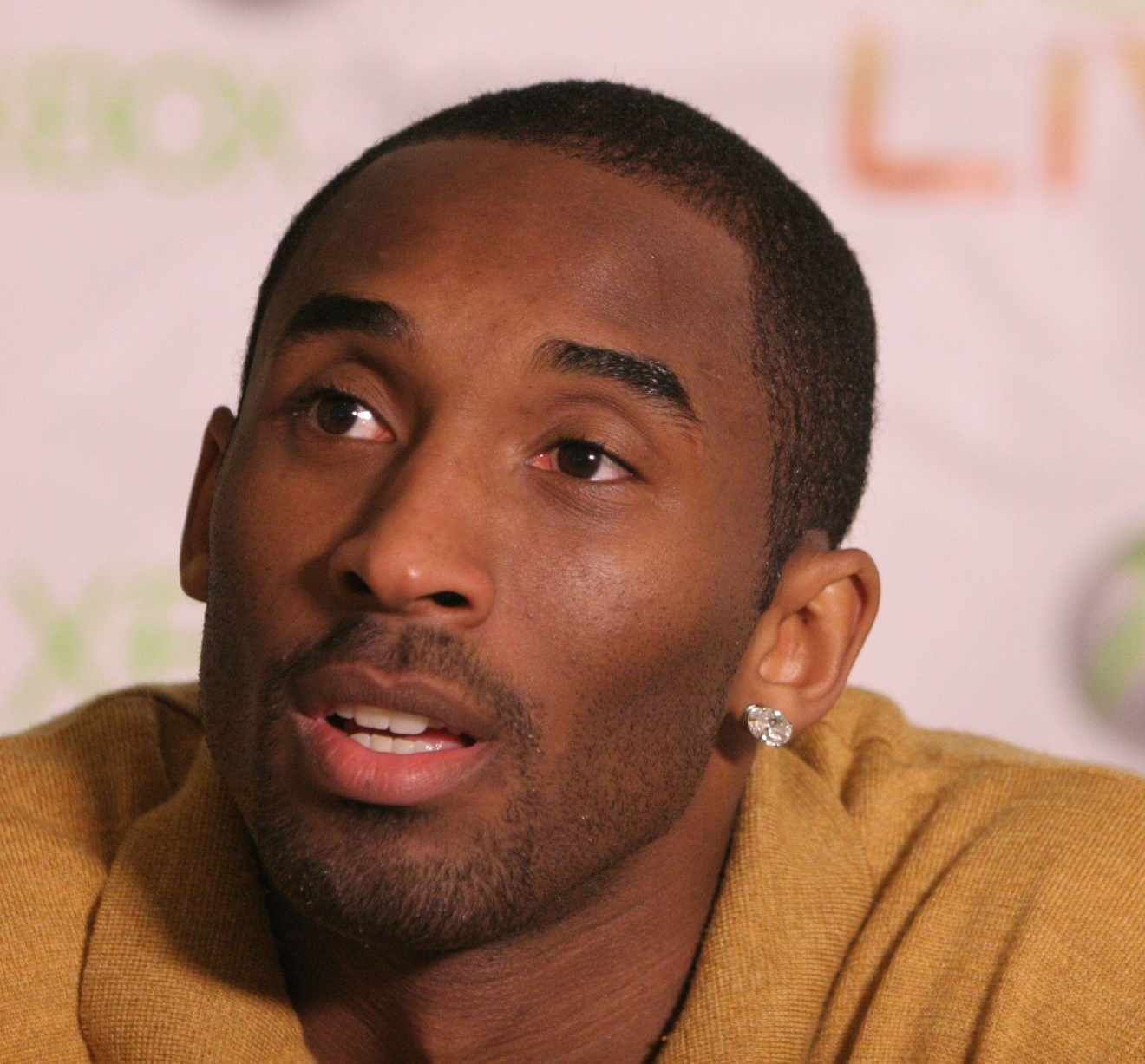
Кобі Браянт обирався до збірної 14 разів.

## Переможці
| ^                                  | Гравці, які є діючими в НБА                                             |
| *                                  | Вибраний до Баскетбольного Залу слави                                   |
| Гравець (X)                        | Вказує кількість разів здобуття гравцем нагороди                        |
| Гравець (виділений жирним шрифтом) | Гравці, які в той же рік отримували нагороду Найцінніший гравець НБА[a] |

| Сезон   | Перша збірна                                 | Перша збірна           | Друга збірна        | Друга збірна           |
| Сезон   | Гравці                                       | Команди                | Гравці              | Команди                |
| ------- | -------------------------------------------- | ---------------------- | ------------------- | ---------------------- |
| 1946-47 | Джо Фулкс*                                   | Філадельфія Ворріорс   | Ерні Калверлі       | Провіденс Стімроллерс  |
| 1946-47 | Боб Фірік                                    | Вашингтон Кепіталс     | Френк Баумхольц     | Клівленд Ребелс        |
| 1946-47 | Стен Майзек                                  | Детройт Фелконс        | Джонні Логан        | Сент-Луїс Бомберс      |
| 1946-47 | Боунс МакКінні                               | Вашингтон Кепіталс     | Чік Халберт         | Чикаго Стагс           |
| 1946-47 | Макс Засловскі                               | Чикаго Стагс           | Фред Сколарі        | Вашингтон Кепіталс     |
| 1947-48 | Джо Фулкс* (2)                               | Філадельфія Ворріорс   | Джонні Логан (2)    | Сент-Луїс Бомберс      |
| 1947-48 | Макс Засловскі (2)                           | Чикаго Стагс           | Карл Браун          | Нью-Йорк Нікс          |
| 1947-48 | Ед Садовскі                                  | Бостон Селтікс         | Стен Майзек (2)     | Чикаго Стагс           |
| 1947-48 | Гові Даллмар                                 | Філадельфія Ворріорс   | Фред Сколарі (2)    | Вашингтон Кепіталс     |
| 1947-48 | Боб Фірік (2)                                | Вашингтон Кепіталс     | Бадді Жаннетт*      | Балтимор Буллетс       |
| 1948-49 | Джордж Майкен*                               | Міннеаполіс Лейкерс    | Арні Райзен*        | Рочестер Роялс         |
| 1948-49 | Джо Фулкс* (3)                               | Філадельфія Ворріорс   | Боб Фірік (3)       | Вашингтон Кепіталс     |
| 1948-49 | Боб Девіс*                                   | Рочестер Роялс         | Боунс МакКінні      | Вашингтон Кепіталс     |
| 1948-49 | Макс Засловскі (3)                           | Чикаго Стагс           | Кен Сейлорс         | Провіденс Стімроллерс  |
| 1948-49 | Джим Поллард*                                | Міннеаполіс Лейкерс    | Джонні Логан (3)    | Сент-Луїс Бомберс      |
| 1949-50 | Джордж Майкен* (2)                           | Міннеаполіс Лейкерс    | Френк Браян         | Андерсон Пакерс        |
| 1949-50 | Джим Поллард* (2)                            | Міннеаполіс Лейкерс    | Фред Шаус           | Форт-Вейн Пістонс      |
| 1949-50 | Алекс Гроза                                  | Індіанаполіс Олімпіанс | Дольф Шеєс*         | Сірак'юс Нейшиналс     |
| 1949-50 | Боб Девіс* (2)                               | Рочестер Роялс         | Ел Керві*           | Сірак'юс Нейшиналс     |
| 1949-50 | Макс Засловскі (4)                           | Чикаго Стагс           | Ральф Бірд          | Індіанаполіс Олімпіанс |
| 1950-51 | Джордж Майкен* (3)                           | Міннеаполіс Лейкерс    | Дольф Шеєс* (2)     | Сірак'юс Нейшиналс     |
| 1950-51 | Алекс Гроза (2)                              | Індіанаполіс Олімпіанс | Френк Браян (2)     | Трі-Сітіз Блекгокс     |
| 1950-51 | Ед Маколі*                                   | Бостон Селтікс         | Верн Міккелсен*     | Міннеаполіс Лейкерс    |
| 1950-51 | Боб Девіс* (3)                               | Рочестер Роялс         | Джо Фулкс* (4)      | Філадельфія Ворріорс   |
| 1950-51 | Ральф Бірд (2)                               | Індіанаполіс Олімпіанс | Дік Макгвайр*       | Нью-Йорк Нікс          |
| 1951-52 | Джордж Майкен* (4)                           | Міннеаполіс Лейкерс    | Ларрі Фост          | Форт-Вейн Пістонс      |
| 1951-52 | Ед Маколі* (2)                               | Бостон Селтікс         | Верн Міккелсен* (2) | Міннеаполіс Лейкерс    |
| 1951-52 | Пол Арізін*                                  | Філадельфія Ворріорс   | Джим Поллард* (3)   | Міннеаполіс Лейкерс    |
| 1951-52 | Боб Коузі*                                   | Бостон Селтікс         | Боббі Ванзер*       | Рочестер Роялс         |
| 1951-52 | Боб Девіс* (4) (однакова кількість голосів)  | Рочестер Роялс         | Енді Філліп*        | Філадельфія Ворріорс   |
| 1951-52 | Дольф Шеєс* (3) (однакова кількість голосів) | Сірак'юс Нейшиналс     | Енді Філліп*        | Філадельфія Ворріорс   |
| 1952-53 | Джордж Майкен* (5)                           | Міннеаполіс Лейкерс    | Білл Шерман*        | Бостон Селтікс         |
| 1952-53 | Боб Коузі* (2)                               | Бостон Селтікс         | Верн Міккелсен* (3) | Міннеаполіс Лейкерс    |
| 1952-53 | Ніл Джонстон*                                | Філадельфія Ворріорс   | Боббі Ванзер* (2)   | Рочестер Роялс         |
| 1952-53 | Ед Маколі* (3)                               | Бостон Селтікс         | Боб Девіс* (5)      | Рочестер Роялс         |
| 1952-53 | Дольф Шеєс* (4)                              | Сірак'юс Нейшиналс     | Енді Філліп* (2)    | Філадельфія Ворріорс   |
| 1953-54 | Боб Коузі* (3)                               | Бостон Селтікс         | Ед Маколі* (4)      | Бостон Селтікс         |
| 1953-54 | Ніл Джонстон* (2)                            | Філадельфія Ворріорс   | Джим Поллард* (4)   | Міннеаполіс Лейкерс    |
| 1953-54 | Джордж Майкен* (6)                           | Міннеаполіс Лейкерс    | Карл Браун (2)      | Нью-Йорк Нікс          |
| 1953-54 | Дольф Шеєс* (5)                              | Сірак'юс Нейшиналс     | Боббі Ванзер* (3)   | Рочестер Роялс         |
| 1953-54 | Гаррі Галлатін*                              | Нью-Йорк Нікс          | Пол Сеймур          | Сірак'юс Нейшиналс     |
| 1954-55 | Ніл Джонстон* (3)                            | Філадельфія Ворріорс   | Верн Міккелсен* (4) | Міннеаполіс Лейкерс    |
| 1954-55 | Боб Коузі* (4)                               | Бостон Селтікс         | Гаррі Галлатін* (2) | Нью-Йорк Нікс          |
| 1954-55 | Дольф Шеєс *(6)                              | Сірак'юс Нейшиналс     | Пол Сеймур (2)      | Сірак'юс Нейшиналс     |
| 1954-55 | Боб Петтіт*                                  | Мілвокі Гокс           | Слейтер Мартін*     | Міннеаполіс Лейкерс    |
| 1954-55 | Ларрі Фост (2)                               | Форт-Вейн Пістонс      | Білл Шерман* (2)    | Бостон Селтікс         |

| Сезон   | Перша збірна                 | Перша збірна                | Друга збірна                 | Друга збірна                |
| Сезон   | Гравці                       | Команди                     | Гравці                       | Команди                     |
| ------- | ---------------------------- | --------------------------- | ---------------------------- | --------------------------- |
| 1955-56 | Боб Петтіт* (2)              | Сент-Луїс Гокс              | Дольф Шеєс* (7)              | Сірак'юс Нейшиналс          |
| 1955-56 | Пол Арізін* (2)              | Філадельфія Ворріорс        | Моріс Стоукс*                | Рочестер Роялс              |
| 1955-56 | Ніл Джонстон* (4)            | Філадельфія Ворріорс        | Клайд Лавлетт*               | Міннеаполіс Лейкерс         |
| 1955-56 | Боб Коузі* (5)               | Бостон Селтікс              | Слейтер Мартін* (2)          | Міннеаполіс Лейкерс         |
| 1955-56 | Білл Шерман* (3)             | Бостон Селтікс              | Джек Джордж                  | Філадельфія Ворріорс        |
| 1956-57 | Пол Арізін* (3)              | Філадельфія Ворріорс        | Джордж Ярдлі*                | Форт-Вейн Пістонс           |
| 1956-57 | Дольф Шеєс* (8)              | Сірак'юс Нейшиналс          | Моріс Стоукс* (2)            | Рочестер Роялс              |
| 1956-57 | Боб Петтіт* (3)              | Сент-Луїс Гокс              | Ніл Джонстон* (5)            | Філадельфія Ворріорс        |
| 1956-57 | Боб Коузі* (6)               | Бостон Селтікс              | Дік Гармейкер                | Міннеаполіс Лейкерс         |
| 1956-57 | Білл Шерман* (4)             | Бостон Селтікс              | Слейтер Мартін* (3)          | Сент-Луїс Гокс              |
| 1957-58 | Дольф Шеєс* (9)              | Сірак'юс Нейшиналс          | Кліфф Хейген*                | Сент-Луїс Гокс              |
| 1957-58 | Джордж Ярдлі* (2)            | Форт-Вейн Пістонс           | Моріс Стоукс* (3)            | Цинциннаті Роялс            |
| 1957-58 | Боб Петтіт* (4)              | Сент-Луїс Гокс              | Білл Расселл*                | Бостон Селтікс              |
| 1957-58 | Боб Коузі* (7)               | Бостон Селтікс              | Том Гола*                    | Філадельфія Ворріорс        |
| 1957-58 | Білл Шерман* (5)             | Бостон Селтікс              | Слейтер Мартін* (4)          | Сент-Луїс Гокс              |
| 1958-59 | Боб Петтіт* (5)              | Сент-Луїс Гокс              | Пол Арізін (4)               | Філадельфія Ворріорс        |
| 1958-59 | Елджин Бейлор*               | Міннеаполіс Лейкерс         | Кліфф Хейген* (2)            | Сент-Луїс Гокс              |
| 1958-59 | Білл Расселл* (2)            | Бостон Селтікс              | Дольф Шеєс* (10)             | Сірак'юс Нейшиналс          |
| 1958-59 | Боб Коузі* (8)               | Бостон Селтікс              | Слейтер Мартін* (5)          | Сент-Луїс Гокс              |
| 1958-59 | Білл Шерман* (6)             | Бостон Селтікс              | Річі Гуарін                  | Нью-Йорк Нікс               |
| 1959-60 | Боб Петтіт* (6)              | Сент-Луїс Гокс              | Джек Тваймен*                | Цинциннаті Роялс            |
| 1959-60 | Елджин Бейлор* (2)           | Міннеаполіс Лейкерс         | Дольф Шеєс* (11)             | Сірак'юс Нейшиналс          |
| 1959-60 | Вілт Чемберлейн*             | Філадельфія Ворріорс        | Білл Расселл* (3)            | Бостон Селтікс              |
| 1959-60 | Боб Коузі* (9)               | Бостон Селтікс              | Річі Гуарін (2)              | Нью-Йорк Нікс               |
| 1959-60 | Джин Шу                      | Детройт Пістонс             | Білл Шерман* (7)             | Бостон Селтікс              |
| 1960-61 | Елджин Бейлор* (3)           | Лос-Анджелес Лейкерс        | Дольф Шеєс* (12)             | Сірак'юс Нейшиналс          |
| 1960-61 | Боб Петтіт* (7)              | Сент-Луїс Гокс              | Том Хейнсон*                 | Бостон Селтікс              |
| 1960-61 | Вілт Чемберлейн* (2)         | Філадельфія Ворріорс        | Білл Расселл* (4)            | Бостон Селтікс              |
| 1960-61 | Боб Коузі* (10)              | Бостон Селтікс              | Ларрі Костелло               | Сірак'юс Нейшиналс          |
| 1960-61 | Оскар Робертсон*             | Цинциннаті Роялс            | Джин Шу (2)                  | Детройт Пістонс             |
| 1961-62 | Боб Петтіт* (8)              | Сент-Луїс Гокс              | Том Хейнсон* (2)             | Бостон Селтікс              |
| 1961-62 | Елджин Бейлор* (4)           | Лос-Анджелес Лейкерс        | Джек Тваймен* (2)            | Цинциннаті Роялс            |
| 1961-62 | Вілт Чемберлейн* (3)         | Філадельфія Ворріорс        | Білл Расселл* (5)            | Бостон Селтікс              |
| 1961-62 | Джеррі Вест*                 | Лос-Анджелес Лейкерс        | Річі Гуарін (3)              | Нью-Йорк Нікс               |
| 1961-62 | Оскар Робертсон* (2)         | Цинциннаті Роялс            | Боб Коузі* (11)              | Бостон Селтікс              |
| 1962-63 | Елджин Бейлор* (5)           | Лос-Анджелес Лейкерс        | Том Хейнсон* (3)             | Бостон Селтікс              |
| 1962-63 | Боб Петтіт* (9)              | Сент-Луїс Гокс              | Бейлі Хаувелл*               | Детройт Пістонс             |
| 1962-63 | Білл Расселл* (6)            | Бостон Селтікс              | Вілт Чемберлейн* (4)         | Сан-Франциско Ворріорс      |
| 1962-63 | Оскар Робертсон* (3)         | Цинциннаті Роялс            | Боб Коузі* (12)              | Бостон Селтікс              |
| 1962-63 | Джеррі Вест* (2)             | Лос-Анджелес Лейкерс        | Хал Грір*                    | Сірак'юс Нейшиналс          |
| 1963-64 | Елджин Бейлор* (6)           | Лос-Анджелес Лейкерс        | Том Хейнсон* (4)             | Бостон Селтікс              |
| 1963-64 | Боб Петтіт* (10)             | Сент-Луїс Гокс              | Джеррі Лукас*                | Цинциннаті Роялс            |
| 1963-64 | Вілт Чемберлейн* (5)         | Сан-Франциско Ворріорс      | Білл Расселл* (7)            | Бостон Селтікс              |
| 1963-64 | Оскар Робертсон* (4)         | Цинциннаті Роялс            | Джон Хавлічек*               | Бостон Селтікс              |
| 1963-64 | Джеррі Вест* (3)             | Лос-Анджелес Лейкерс        | Хал Грір* (2)                | Філадельфія Севенті-Сіксерс |
| 1964-65 | Елджин Бейлор* (7)           | Лос-Анджелес Лейкерс        | Боб Петтіт* (11)             | Сент-Луїс Гокс              |
| 1964-65 | Джеррі Лукас* (2)            | Цинциннаті Роялс            | Гас Джонсон*                 | Балтимор Буллетс            |
| 1964-65 | Білл Расселл* (8)            | Бостон Селтікс              | Вілт Чемберлейн* (6)         | Філадельфія Севенті-Сіксерс |
| 1964-65 | Оскар Робертсон* (5)         | Цинциннаті Роялс            | Сем Джонс*                   | Бостон Селтікс              |
| 1964-65 | Джеррі Вест* (4)             | Лос-Анджелес Лейкерс        | Хал Грір* (3)                | Філадельфія Севенті-Сіксерс |
| 1965-66 | Рік Беррі*                   | Сан-Франциско Ворріорс      | Джон Хавлічек* (2)           | Бостон Селтікс              |
| 1965-66 | Джеррі Лукас* (3)            | Цинциннаті Роялс            | Гас Джонсон* (2)             | Балтимор Буллетс            |
| 1965-66 | Вілт Чемберлейн* (7)         | Філадельфія Севенті-Сіксерс | Білл Расселл* (9)            | Бостон Селтікс              |
| 1965-66 | Оскар Робертсон* (6)         | Цинциннаті Роялс            | Сем Джонс* (2)               | Бостон Селтікс              |
| 1965-66 | Джеррі Вест* (5)             | Лос-Анджелес Лейкерс        | Хал Грір* (4)                | Філадельфія Севенті-Сіксерс |
| 1966-67 | Рік Беррі* (2)               | Сан-Франциско Ворріорс      | Вілліс Рід*                  | Нью-Йорк Нікс               |
| 1966-67 | Елджин Бейлор* (8)           | Лос-Анджелес Лейкерс        | Джеррі Лукас* (4)            | Цинциннаті Роялс            |
| 1966-67 | Вілт Чемберлейн* (8)         | Філадельфія Севенті-Сіксерс | Білл Расселл* (10)           | Бостон Селтікс              |
| 1966-67 | Джеррі Вест* (6)             | Лос-Анджелес Лейкерс        | Хал Грір* (5)                | Філадельфія Севенті-Сіксерс |
| 1966-67 | Оскар Робертсон* (7)         | Цинциннаті Роялс            | Сем Джонс* (3)               | Бостон Селтікс              |
| 1967-68 | Елджин Бейлор* (9)           | Лос-Анджелес Лейкерс        | Вілліс Рід* (2)              | Нью-Йорк Нікс               |
| 1967-68 | Джеррі Лукас* (5)            | Цинциннаті Роялс            | Джон Хавлічек* (3)           | Бостон Селтікс              |
| 1967-68 | Вілт Чемберлейн* (9)         | Філадельфія Севенті-Сіксерс | Білл Расселл* (11)           | Бостон Селтікс              |
| 1967-68 | Дейв Бінг*                   | Детройт Пістонс             | Хал Грір* (6)                | Філадельфія Севенті-Сіксерс |
| 1967-68 | Оскар Робертсон* (8)         | Цинциннаті Роялс            | Джеррі Вест* (7)             | Лос-Анджелес Лейкерс        |
| 1968-69 | Біллі Каннінгем*             | Філадельфія Севенті-Сіксерс | Джон Хавлічек* (4)           | Бостон Селтікс              |
| 1968-69 | Елджин Бейлор* (10)          | Лос-Анджелес Лейкерс        | Дейв Дебуше*                 | Нью-Йорк Нікс               |
| 1968-69 | Вес Анселд*                  | Балтимор Буллетс            | Вілліс Рід* (3)              | Нью-Йорк Нікс               |
| 1968-69 | Ерл Монро*                   | Балтимор Буллетс            | Хал Грір* (7)                | Філадельфія Севенті-Сіксерс |
| 1968-69 | Оскар Робертсон* (9)         | Цинциннаті Роялс            | Джеррі Вест* (8)             | Лос-Анджелес Лейкерс        |
| 1969-70 | Біллі Каннінгем* (2)         | Філадельфія Севенті-Сіксерс | Джон Хавлічек* (5)           | Бостон Селтікс              |
| 1969-70 | Конні Гокінс*                | Фінікс Санз                 | Гас Джонсон* (3)             | Балтимор Буллетс            |
| 1969-70 | Вілліс Рід* (4)              | Нью-Йорк Нікс               | Льюїс Алсіндор*[b]           | Мілвокі Бакс                |
| 1969-70 | Джеррі Вест* (9)             | Лос-Анджелес Лейкерс        | Лу Хадсон                    | Атланта Гокс                |
| 1969-70 | Волт Фрейзер*                | Нью-Йорк Нікс               | Оскар Робертсон* (10)        | Цинциннаті Роялс            |
| 1970-71 | Джон Хавлічек* (6)           | Бостон Селтікс              | Гас Джонсон* (4)             | Балтимор Буллетс            |
| 1970-71 | Біллі Каннінгем* (3)         | Філадельфія Севенті-Сіксерс | Боб Лав                      | Чикаго Буллз                |
| 1970-71 | Льюїс Алсіндор*[b] (2)       | Мілвокі Бакс                | Вілліс Рід* (5)              | Нью-Йорк Нікс               |
| 1970-71 | Джеррі Вест* (10)            | Лос-Анджелес Лейкерс        | Волт Фрейзер* (2)            | Нью-Йорк Нікс               |
| 1970-71 | Дейв Бінг* (2)               | Детройт Пістонс             | Оскар Робертсон* (11)        | Мілвокі Бакс                |
| 1971-72 | Джон Хавлічек* (7)           | Бостон Селтікс              | Боб Лав (2)                  | Чикаго Буллз                |
| 1971-72 | Спенсер Гейвуд               | Сієтл СуперСонікс           | Біллі Каннінгем* (4)         | Філадельфія Севенті-Сіксерс |
| 1971-72 | Карім Абдул-Джаббар*[b] (3)  | Мілвокі Бакс                | Вілт Чемберлейн* (10)        | Лос-Анджелес Лейкерс        |
| 1971-72 | Джеррі Вест* (11)            | Лос-Анджелес Лейкерс        | Нейт Арчібальд*              | Цинциннаті Роялс            |
| 1971-72 | Волт Фрейзер* (3)            | Нью-Йорк Нікс               | Арчі Кларк                   | Балтимор Буллетс            |
| 1972-73 | Джон Хавлічек* (8)           | Бостон Селтікс              | Елвін Хейз*                  | Балтимор Буллетс            |
| 1972-73 | Спенсер Гейвуд (2)           | Сієтл СуперСонікс           | Рік Беррі* (3)               | Голден-Стейт Ворріорс       |
| 1972-73 | Карім Абдул-Джаббар*[b] (4)  | Мілвокі Бакс                | Дейв Коуенс*                 | Бостон Селтікс              |
| 1972-73 | Нейт Арчібальд* (2)          | Kansas City-Omaha Kings     | Волт Фрейзер* (4)            | Нью-Йорк Нікс               |
| 1972-73 | Джеррі Вест* (12)            | Лос-Анджелес Лейкерс        | Піт Маравіч*                 | Атланта Гокс                |
| 1973-74 | Джон Хавлічек* (9)           | Бостон Селтікс              | Елвін Хейз* (2)              | Кепітал Буллетс             |
| 1973-74 | Рік Беррі* (4)               | Голден-Стейт Ворріорс       | Спенсер Гейвуд (3)           | Сієтл СуперСонікс           |
| 1973-74 | Карім Абдул-Джаббар*[b] (5)  | Мілвокі Бакс                | Боб Макаду*                  | Баффало Брейвз              |
| 1973-74 | Волт Фрейзер* (5)            | Нью-Йорк Нікс               | Дейв Бінг* (3)               | Детройт Пістонс             |
| 1973-74 | Гейл Гудріч*                 | Лос-Анджелес Лейкерс        | Норм Ван Лаєр                | Чикаго Буллз                |
| 1974-75 | Рік Беррі* (5)               | Голден-Стейт Ворріорс       | Джон Хавлічек* (10)          | Бостон Селтікс              |
| 1974-75 | Елвін Хейз* (3)              | Вашингтон Буллетс           | Спенсер Гейвуд (4)           | Сієтл СуперСонікс           |
| 1974-75 | Боб Макаду* (2)              | Баффало Брейвз              | Дейв Коуенс* (2)             | Бостон Селтікс              |
| 1974-75 | Нейт Арчібальд* (3)          | Kansas City-Omaha Kings     | Філ Чен'є                    | Вашингтон Буллетс           |
| 1974-75 | Волт Фрейзер* (6)            | Нью-Йорк Нікс               | Джо Джо Вайт                 | Бостон Селтікс              |
| 1975-76 | Рік Беррі* (6)               | Голден-Стейт Ворріорс       | Елвін Хейз* (4)              | Вашингтон Буллетс           |
| 1975-76 | Джордж Макгінніс             | Філадельфія Севенті-Сіксерс | Джон Хавлічек* (11)          | Бостон Селтікс              |
| 1975-76 | Карім Абдул-Джаббар*[b] (6)  | Лос-Анджелес Лейкерс        | Дейв Коуенс* (3)             | Бостон Селтікс              |
| 1975-76 | Нейт Арчібальд* (4)          | Канзас-Сіті Кінґс           | Ренді Сміт                   | Баффало Брейвз              |
| 1975-76 | Піт Маравіч* (2)             | Нью-Орлінс Джаз             | Філ Сміт                     | Голден-Стейт Ворріорс       |
| 1976-77 | Елвін Хейз* (5)              | Вашингтон Буллетс           | Джуліус Ірвінг*              | Філадельфія Севенті-Сіксерс |
| 1976-77 | Девід Томпсон*               | Денвер Наггетс              | Джордж Макгінніс (2)         | Філадельфія Севенті-Сіксерс |
| 1976-77 | Карім Абдул-Джаббар*[b] (7)  | Лос-Анджелес Лейкерс        | Білл Волтон*                 | Портланд Трейл-Блейзерс     |
| 1976-77 | Піт Маравіч* (3)             | Нью-Орлінс Джаз             | Джордж Гервін*               | Сан-Антоніо Сперс           |
| 1976-77 | Пол Вестфал                  | Фінікс Санз                 | Джо Джо Вайт (2)             | Бостон Селтікс              |
| 1977-78 | Трак Робінсон                | Нью-Орлінс Джаз             | Волтер Девіс                 | Фінікс Санз                 |
| 1977-78 | Джуліус Ірвінг* (2)          | Філадельфія Севенті-Сіксерс | Моріс Лукас                  | Портланд Трейл-Блейзерс     |
| 1977-78 | Білл Волтон* (2)             | Портланд Трейл-Блейзерс     | Карім Абдул-Джаббар*[b] (8)  | Лос-Анджелес Лейкерс        |
| 1977-78 | Джордж Гервін* (2)           | Сан-Антоніо Сперс           | Пол Вестфал (2)              | Фінікс Санз                 |
| 1977-78 | Девід Томпсон* (2)           | Денвер Наггетс              | Піт Маравіч* (4)             | Нью-Орлінс Джаз             |
| 1978-79 | Маркіз Джонсон               | Мілвокі Бакс                | Волтер Девіс (2)             | Фінікс Санз                 |
| 1978-79 | Елвін Хейз* (6)              | Вашингтон Буллетс           | Боббі Дандрідж               | Вашингтон Буллетс           |
| 1978-79 | Мозес Мелоун*                | Х'юстон Рокетс              | Карім Абдул-Джаббар*[b] (9)  | Лос-Анджелес Лейкерс        |
| 1978-79 | Джордж Гервін* (3)           | Сан-Антоніо Сперс           | Ллойд Фрі                    | Сан-Дієго Кліпперс          |
| 1978-79 | Пол Вестфал (3)              | Фінікс Санз                 | Філ Форд                     | Канзас-Сіті Кінґс           |
| 1979-80 | Джуліус Ірвінг* (3)          | Філадельфія Севенті-Сіксерс | Ден Раундфілд                | Атланта Гокс                |
| 1979-80 | Ларрі Берд*                  | Бостон Селтікс              | Маркіз Джонсон (2)           | Мілвокі Бакс                |
| 1979-80 | Карім Абдул-Джаббар*[b] (10) | Лос-Анджелес Лейкерс        | Мозес Мелоун* (2)            | Х'юстон Рокетс              |
| 1979-80 | Джордж Гервін* (4)           | Сан-Антоніо Сперс           | Денніс Джонсон*              | Сієтл СуперСонікс           |
| 1979-80 | Пол Вестфал (4)              | Фінікс Санз                 | Гас Вільямс                  | Сієтл СуперСонікс           |
| 1980-81 | Джуліус Ірвінг* (4)          | Філадельфія Севенті-Сіксерс | Маркіз Джонсон (3)           | Мілвокі Бакс                |
| 1980-81 | Ларрі Берд* (2)              | Бостон Селтікс              | Едріан Дентлі*               | Юта Джаз                    |
| 1980-81 | Карім Абдул-Джаббар*[b] (11) | Лос-Анджелес Лейкерс        | Мозес Мелоун* (3)            | Х'юстон Рокетс              |
| 1980-81 | Джордж Гервін* (5)           | Сан-Антоніо Сперс           | Отіс Берсонг                 | Канзас-Сіті Кінґс           |
| 1980-81 | Денніс Джонсон* (2)          | Фінікс Санз                 | Нейт Арчібальд* (5)          | Бостон Селтікс              |
| 1981-82 | Ларрі Берд* (3)              | Бостон Селтікс              | Алекс Інгліш*                | Денвер Наггетс              |
| 1981-82 | Джуліус Ірвінг* (5)          | Філадельфія Севенті-Сіксерс | Бернард Кінг                 | Голден-Стейт Ворріорс       |
| 1981-82 | Мозес Мелоун* (4)            | Х'юстон Рокетс              | Роберт Періш*                | Бостон Селтікс              |
| 1981-82 | Джордж Гервін* (6)           | Сан-Антоніо Сперс           | Меджик Джонсон*              | Лос-Анджелес Лейкерс        |
| 1981-82 | Гас Вільямс (2)              | Сієтл СуперСонікс           | Сідні Монкріф                | Мілвокі Бакс                |
| 1982-83 | Ларрі Берд* (4)              | Бостон Селтікс              | Алекс Інгліш* (2)            | Денвер Наггетс              |
| 1982-83 | Джуліус Ірвінг* (6)          | Філадельфія Севенті-Сіксерс | Бак Вільямс                  | Нью-Джерсі Нетс             |
| 1982-83 | Мозес Мелоун* (5)            | Філадельфія Севенті-Сіксерс | Карім Абдул-Джаббар*[b] (12) | Лос-Анджелес Лейкерс        |
| 1982-83 | Меджик Джонсон* (2)          | Лос-Анджелес Лейкерс        | Джордж Гервін* (7)           | Сан-Антоніо Сперс           |
| 1982-83 | Сідні Монкріф (2)            | Мілвокі Бакс                | Айзея Томас*                 | Детройт Пістонс             |
| 1983-84 | Ларрі Берд* (5)              | Бостон Селтікс              | Едріан Дентлі* (2)           | Юта Джаз                    |
| 1983-84 | Бернард Кінг (2)             | Нью-Йорк Нікс               | Джуліус Ірвінг* (7)          | Філадельфія Севенті-Сіксерс |
| 1983-84 | Карім Абдул-Джаббар*[b] (13) | Лос-Анджелес Лейкерс        | Мозес Мелоун* (6)            | Філадельфія Севенті-Сіксерс |
| 1983-84 | Меджик Джонсон* (3)          | Лос-Анджелес Лейкерс        | Сідні Монкріф (3)            | Мілвокі Бакс                |
| 1983-84 | Айзея Томас* (2)             | Детройт Пістонс             | Джим Паксон                  | Портланд Трейл-Блейзерс     |
| 1984-85 | Ларрі Берд* (6)              | Бостон Селтікс              | Террі Каммінгс               | Мілвокі Бакс                |
| 1984-85 | Бернард Кінг (3)             | Нью-Йорк Нікс               | Ральф Семпсон                | Х'юстон Рокетс              |
| 1984-85 | Мозес Мелоун* (7)            | Філадельфія Севенті-Сіксерс | Карім Абдул-Джаббар*[b] (14) | Лос-Анджелес Лейкерс        |
| 1984-85 | Меджик Джонсон* (4)          | Лос-Анджелес Лейкерс        | Майкл Джордан*               | Чикаго Буллз                |
| 1984-85 | Айзея Томас* (3)             | Детройт Пістонс             | Сідні Монкріф (4)            | Мілвокі Бакс                |
| 1985-86 | Ларрі Берд* (7)              | Бостон Селтікс              | Чарльз Барклі*               | Філадельфія Севенті-Сіксерс |
| 1985-86 | Домінік Вілкінс*             | Атланта Гокс                | Алекс Інгліш* (3)            | Денвер Наггетс              |
| 1985-86 | Карім Абдул-Джаббар*[b] (15) | Лос-Анджелес Лейкерс        | Хакім Оладжьювон*[c]         | Х'юстон Рокетс              |
| 1985-86 | Меджик Джонсон* (5)          | Лос-Анджелес Лейкерс        | Сідні Монкріф (5)            | Мілвокі Бакс                |
| 1985-86 | Айзея Томас* (4)             | Детройт Пістонс             | Елвін Робертсон              | Сан-Антоніо Сперс           |
| 1986-87 | Ларрі Берд* (8)              | Бостон Селтікс              | Домінік Вілкінс* (2)         | Атланта Гокс                |
| 1986-87 | Кевін Макхейл*               | Бостон Селтікс              | Чарльз Барклі* (2)           | Філадельфія Севенті-Сіксерс |
| 1986-87 | Акім Оладжьювон* (2)[c]      | Х'юстон Рокетс              | Мозес Мелоун* (8)            | Вашингтон Буллетс           |
| 1986-87 | Меджик Джонсон* (6)          | Лос-Анджелес Лейкерс        | Айзея Томас* (5)             | Детройт Пістонс             |
| 1986-87 | Майкл Джордан* (2)           | Чикаго Буллз                | Лафаєтт Левер                | Денвер Наггетс              |
| 1987-88 | Ларрі Берд* (9)              | Бостон Селтікс              | Карл Мелоун*                 | Юта Джаз                    |
| 1987-88 | Чарльз Барклі* (3)           | Філадельфія Севенті-Сіксерс | Домінік Вілкінс* (3)         | Атланта Гокс                |
| 1987-88 | Акім Оладжьювон* (3)[c]      | Х'юстон Рокетс              | Патрік Юінг*                 | Нью-Йорк Нікс               |
| 1987-88 | Майкл Джордан* (3)           | Чикаго Буллз                | Клайд Дрекслер*              | Портланд Трейл-Блейзерс     |
| 1987-88 | Меджик Джонсон* (7)          | Лос-Анджелес Лейкерс        | Джон Стоктон*                | Юта Джаз                    |

| Сезон   | Перша збірна              | Перша збірна                | Друга збірна              | Друга збірна                | Третя збірна              | Третя збірна                |
| Сезон   | Гравці                    | Команди                     | Гравці                    | Команди                     | Гравці                    | Команди                     |
| ------- | ------------------------- | --------------------------- | ------------------------- | --------------------------- | ------------------------- | --------------------------- |
| 1988-89 | Карл Мелоун* (2)          | Юта Джаз                    | Том Чамберс               | Фінікс Санз                 | Домінік Вілкінс* (4)      | Атланта Гокс                |
| 1988-89 | Чарльз Барклі* (4)        | Філадельфія Севенті-Сіксерс | Кріс Маллін*              | Голден-Стейт Ворріорс       | Террі Каммінгс (2)        | Мілвокі Бакс                |
| 1988-89 | Хакім Оладжьювон* (4)[c]  | Х'юстон Рокетс              | Патрік Юінг* (2)          | Нью-Йорк Нікс               | Роберт Періш* (2)         | Бостон Селтікс              |
| 1988-89 | Майкл Джордан* (4)        | Чикаго Буллз                | Джон Стоктон* (2)         | Юта Джаз                    | Дейл Елліс                | Сієтл СуперСонікс           |
| 1988-89 | Меджик Джонсон* (8)       | Лос-Анджелес Лейкерс        | Кевін Джонсон             | Фінікс Санз                 | Марк Прайс                | Клівленд Кавальєрз          |
| 1989-90 | Карл Мелоун* (3)          | Юта Джаз                    | Ларрі Берд* (10)          | Бостон Селтікс              | Джеймс Ворті*             | Лос-Анджелес Лейкерс        |
| 1989-90 | Чарльз Барклі* (5)        | Філадельфія Севенті-Сіксерс | Том Чамберс(2)            | Фінікс Санз                 | Кріс Маллін* (2)          | Голден-Стейт Ворріорс       |
| 1989-90 | Патрік Юінг* (3)          | Нью-Йорк Нікс               | Хакім Оладжьювон* (5)[c]  | Х'юстон Рокетс              | Девід Робінсон*           | Сан-Антоніо Сперс           |
| 1989-90 | Меджик Джонсон* (9)       | Лос-Анджелес Лейкерс        | Джон Стоктон* (3)         | Юта Джаз                    | Клайд Дрекслер* (2)       | Портланд Трейл-Блейзерс     |
| 1989-90 | Майкл Джордан* (5)        | Чикаго Буллз                | Кевін Джонсон (2)         | Фінікс Санз                 | Джо Думарс*               | Детройт Пістонс             |
| 1990-91 | Карл Мелоун* (4)          | Юта Джаз                    | Домінік Вілкінс* (5)      | Атланта Гокс                | Джеймс Ворті* (2)         | Лос-Анджелес Лейкерс        |
| 1990-91 | Чарльз Барклі* (6)        | Філадельфія Севенті-Сіксерс | Кріс Маллін* (3)          | Голден-Стейт Ворріорс       | Бернард Кінг (4)          | Вашингтон Буллетс           |
| 1990-91 | Девід Робінсон* (2)       | Сан-Антоніо Сперс           | Патрік Юінг* (4)          | Нью-Йорк Нікс               | Хакім Оладжьювон* (6)[c]  | Х'юстон Рокетс              |
| 1990-91 | Майкл Джордан* (6)        | Чикаго Буллз                | Кевін Джонсон (3)         | Фінікс Санз                 | Джон Стоктон* (4)         | Юта Джаз                    |
| 1990-91 | Меджик Джонсон* (10)      | Лос-Анджелес Лейкерс        | Клайд Дрекслер* (3)       | Портланд Трейл-Блейзерс     | Джо Думарс* (2)           | Детройт Пістонс             |
| 1991-92 | Карл Мелоун* (5)          | Юта Джаз                    | Скотті Піппен*            | Чикаго Буллз                | Денніс Родман*            | Детройт Пістонс             |
| 1991-92 | Кріс Маллін* (4)          | Голден-Стейт Ворріорс       | Чарльз Барклі* (7)        | Філадельфія Севенті-Сіксерс | Кевін Вілліс              | Атланта Гокс                |
| 1991-92 | Девід Робінсон* (3)       | Сан-Антоніо Сперс           | Патрік Юінг* (5)          | Нью-Йорк Нікс               | Бред Догерті              | Клівленд Кавальєрз          |
| 1991-92 | Майкл Джордан* (7)        | Чикаго Буллз                | Тім Хардувей              | Голден-Стейт Ворріорс       | Марк Прайс (2)            | Клівленд Кавальєрз          |
| 1991-92 | Клайд Дрекслер* (4)       | Портланд Трейл-Блейзерс     | Джон Стоктон* (5)         | Юта Джаз                    | Кевін Джонсон (4)         | Фінікс Санз                 |
| 1992-93 | Чарльз Барклі* (8)        | Фінікс Санз                 | Домінік Вілкінс* (6)      | Атланта Гокс                | Скотті Піппен* (2)        | Чикаго Буллз                |
| 1992-93 | Карл Мелоун* (6)          | Юта Джаз                    | Ларрі Джонсон             | Шарлот Горнетс              | Деррік Колман             | Нью-Джерсі Нетс             |
| 1992-93 | Хакім Оладжьювон* (7)[c]  | Х'юстон Рокетс              | Патрік Юінг* (6)          | Нью-Йорк Нікс               | Девід Робінсон* (4)       | Сан-Антоніо Сперс           |
| 1992-93 | Майкл Джордан* (8)        | Чикаго Буллз                | Джон Стоктон* (6)         | Юта Джаз                    | Тім Хардувей (2)          | Голден-Стейт Ворріорс       |
| 1992-93 | Марк Прайс (3)            | Клівленд Кавальєрз          | Джо Думарс* (3)           | Детройт Пістонс             | Дражен Петрович*          | Нью-Джерсі Нетс             |
| 1993-94 | Скотті Піппен* (3)        | Чикаго Буллз                | Шон Кемп                  | Сієтл СуперСонікс           | Деррік Колман (2)         | Нью-Джерсі Нетс             |
| 1993-94 | Карл Мелоун* (7)          | Юта Джаз                    | Чарльз Барклі* (9)        | Фінікс Санз                 | Домінік Вілкінс* (7)      | Лос-Анджелес Кліпперс       |
| 1993-94 | Хакім Оладжьювон* (8)[c]  | Х'юстон Рокетс              | Девід Робінсон* (5)       | Сан-Антоніо Сперс           | Шакіл О'Ніл               | Орландо Меджик              |
| 1993-94 | Джон Стоктон* (7)         | Юта Джаз                    | Міч Річмонд               | Сакраменто Кінґс            | Марк Прайс (4)            | Клівленд Кавальєрз          |
| 1993-94 | Летрелл Спрюелл           | Голден-Стейт Ворріорс       | Кевін Джонсон (5)         | Фінікс Санз                 | Гері Пейтон               | Сієтл СуперСонікс           |
| 1994-95 | Карл Мелоун* (8)          | Юта Джаз                    | Чарльз Барклі* (10)       | Фінікс Санз                 | Детлеф Шремпф             | Сієтл СуперСонікс           |
| 1994-95 | Скотті Піппен* (4)        | Чикаго Буллз                | Шон Кемп (2)              | Сієтл СуперСонікс           | Денніс Родман* (2)        | Сан-Антоніо Сперс           |
| 1994-95 | Девід Робінсон* (6)       | Сан-Антоніо Сперс           | Шакіл О'Ніл (2)           | Орландо Меджик              | Хакім Оладжьювон* (9)[c]  | Х'юстон Рокетс              |
| 1994-95 | Джон Стоктон* (8)         | Юта Джаз                    | Гері Пейтон (2)           | Сієтл СуперСонікс           | Реджи Міллер*             | Індіана Пейсерз             |
| 1994-95 | Анферні Хардувей          | Орландо Меджик              | Міч Річмонд (2)           | Сакраменто Кінґс            | Клайд Дрекслер* (5)       | Х'юстон Рокетс              |
| 1995-96 | Скотті Піппен* (5)        | Чикаго Буллз                | Шон Кемп (3)              | Сієтл СуперСонікс           | Чарльз Барклі* (11)       | Фінікс Санз                 |
| 1995-96 | Карл Мелоун* (9)          | Юта Джаз                    | Грант Хілл^               | Детройт Пістонс             | Джуван Говард             | Вашингтон Буллетс           |
| 1995-96 | Девід Робінсон* (7)       | Сан-Антоніо Сперс           | Хакім Оладжьювон* (10)[c] | Х'юстон Рокетс              | Шакіл О'Ніл (3)           | Орландо Меджик              |
| 1995-96 | Майкл Джордан* (9)        | Чикаго Буллз                | Гері Пейтон (3)           | Сієтл СуперСонікс           | Міч Річмонд (3)           | Сакраменто Кінґс            |
| 1995-96 | Анферні Хардувей (2)      | Орландо Меджик              | Джон Стоктон* (9)         | Юта Джаз                    | Реджи Міллер* (2)         | Індіана Пейсерз             |
| 1996-97 | Карл Мелоун* (10)         | Юта Джаз                    | Скотті Піппен* (6)        | Чикаго Буллз                | Ентоні Мейсон             | Шарлот Горнетс              |
| 1996-97 | Грант Хілл^ (2)           | Детройт Пістонс             | Глен Райс                 | Шарлот Горнетс              | Він Бейкер                | Мілвокі Бакс                |
| 1996-97 | Хакім Оладжьювон* (11)[c] | Х'юстон Рокетс              | Патрік Юінг* (7)          | Нью-Йорк Нікс               | Шакіл О'Ніл (4)           | Лос-Анджелес Лейкерс        |
| 1996-97 | Майкл Джордан* (10)       | Чикаго Буллз                | Гері Пейтон (4)           | Сієтл СуперСонікс           | Джон Стоктон* (10)        | Юта Джаз                    |
| 1996-97 | Тім Хардувей (3)          | Маямі Гіт                   | Міч Річмонд (4)           | Сакраменто Кінґс            | Анферні Хардувей (3)      | Орландо Меджик              |
| 1997-98 | Карл Мелоун* (11)         | Юта Джаз                    | Грант Хілл^ (3)           | Детройт Пістонс             | Скотті Піппен* (7)        | Чикаго Буллз                |
| 1997-98 | Тім Данкан^               | Сан-Антоніо Сперс           | Він Бейкер (2)            | Сієтл СуперСонікс           | Глен Райс (2)             | Шарлот Горнетс              |
| 1997-98 | Шакіл О'Ніл (5)           | Лос-Анджелес Лейкерс        | Девід Робінсон* (8)       | Сан-Антоніо Сперс           | Дікембе Мутомбо           | Атланта Гокс                |
| 1997-98 | Майкл Джордан* (11)       | Чикаго Буллз                | Тім Хардувей (4)          | Маямі Гіт                   | Міч Річмонд (5)           | Сакраменто Кінґс            |
| 1997-98 | Гері Пейтон (5)           | Сієтл СуперСонікс           | Род Стрікленд             | Вашингтон Буллетс           | Реджи Міллер* (3)         | Індіана Пейсерз             |
| 1998-99 | Карл Мелоун* (12)         | Юта Джаз                    | Кріс Веббер               | Сакраменто Кінґс            | Кевін Гарнетт^            | Міннесота Тімбервулвз       |
| 1998-99 | Тім Данкан^ (2)           | Сан-Антоніо Сперс           | Грант Хілл^ (4)           | Детройт Пістонс             | Антоніо Макдаєсс          | Денвер Наггетс              |
| 1998-99 | Алонзо Моурнінг           | Маямі Гіт                   | Шакіл О'Ніл (6)           | Лос-Анджелес Лейкерс        | Хакім Оладжьювон* (12)[c] | Х'юстон Рокетс              |
| 1998-99 | Аллен Айверсон            | Філадельфія Севенті-Сіксерс | Гері Пейтон (6)           | Сієтл СуперСонікс           | Кобі Браянт^              | Лос-Анджелес Лейкерс        |
| 1998-99 | Джейсон Кідд^             | Фінікс Санз                 | Тім Хардувей (5)          | Маямі Гіт                   | Джон Стоктон* (11)        | Юта Джаз                    |
| 1999-00 | Тім Данкан^ (3)           | Сан-Антоніо Сперс           | Карл Мелоун (13)          | Юта Джаз                    | Кріс Веббер (2)           | Сакраменто Кінґс            |
| 1999-00 | Кевін Гарнетт^ (2)        | Міннесота Тімбервулвз       | Грант Хілл^ (5)           | Детройт Пістонс             | Вінс Картер^              | Торонто Репторз             |
| 1999-00 | Шакіл О'Ніл (7)           | Лос-Анджелес Лейкерс        | Алонзо Моурнінг (2)       | Маямі Гіт                   | Девід Робінсон* (9)       | Сан-Антоніо Сперс           |
| 1999-00 | Джейсон Кідд^ (2)         | Фінікс Санз                 | Аллен Айверсон (2)        | Філадельфія Севенті-Сіксерс | Едді Джонс                | Шарлот Горнетс              |
| 1999-00 | Гері Пейтон (7)           | Сієтл СуперСонікс           | Кобі Браянт^ (2)          | Лос-Анджелес Лейкерс        | Стефон Марбері            | Нью-Джерсі Нетс             |
| 2000-01 | Тім Данкан^ (4)           | Сан-Антоніо Сперс           | Кевін Гарнетт^ (3)        | Міннесота Тімбервулвз       | Карл Мелоун (14)          | Юта Джаз                    |
| 2000-01 | Кріс Веббер (3)           | Сакраменто Кінґс            | Вінс Картер^ (2)          | Торонто Репторз             | Дірк Новіцкі^             | Даллас Маверікс             |
| 2000-01 | Шакіл О'Ніл (8)           | Лос-Анджелес Лейкерс        | Дікембе Мутомбо (2)       | Філадельфія Севенті-Сіксерс | Девід Робінсон* (10)      | Сан-Антоніо Сперс           |
| 2000-01 | Аллен Айверсон (3)        | Філадельфія Севенті-Сіксерс | Кобі Браянт^ (3)          | Лос-Анджелес Лейкерс        | Гері Пейтон (8)           | Сієтл СуперСонікс           |
| 2000-01 | Джейсон Кідд^ (3)         | Фінікс Санз                 | Трейсі Макгреді           | Орландо Меджик              | Рей Аллен^                | Мілвокі Бакс                |
| 2001-02 | Тім Данкан^ (5)           | Сан-Антоніо Сперс           | Кевін Гарнетт^ (4)        | Міннесота Тімбервулвз       | Бен Воллес                | Детройт Пістонс             |
| 2001-02 | Трейсі Макгреді (2)       | Орландо Меджик              | Кріс Веббер (4)           | Сакраменто Кінґс            | Джермейн О'Ніл^           | Індіана Пейсерз             |
| 2001-02 | Шакіл О'Ніл (9)           | Лос-Анджелес Лейкерс        | Дірк Новіцкі^ (2)         | Даллас Маверікс             | Дікембе Мутомбо (3)       | Філадельфія Севенті-Сіксерс |
| 2001-02 | Джейсон Кідд^ (4)         | Нью-Джерсі Нетс             | Гері Пейтон (9)           | Сієтл СуперСонікс           | Пол Пірс^                 | Бостон Селтікс              |
| 2001-02 | Кобі Браянт^ (4)          | Лос-Анджелес Лейкерс        | Аллен Айверсон (4)        | Філадельфія Севенті-Сіксерс | Стів Неш^                 | Даллас Маверікс             |
| 2002-03 | Тім Данкан^ (6)           | Сан-Антоніо Сперс           | Дірк Новіцкі^ (3)         | Даллас Маверікс             | Пол Пірс^ (2)             | Бостон Селтікс              |
| 2002-03 | Кевін Гарнетт^ (5)        | Міннесота Тімбервулвз       | Кріс Веббер (5)           | Сакраменто Кінґс            | Джавал Машберн            | Нью-Орлінс Горнетс          |
| 2002-03 | Шакіл О'Ніл (10)          | Лос-Анджелес Лейкерс        | Бен Воллес (2)            | Детройт Пістонс             | Джермейн О'Ніл^ (2)       | Індіана Пейсерз             |
| 2002-03 | Кобі Браянт^ (5)          | Лос-Анджелес Лейкерс        | Джейсон Кідд^ (5)         | Нью-Джерсі Нетс             | Стефон Марбері (2)        | Фінікс Санз                 |
| 2002-03 | Трейсі Макгреді (3)       | Орландо Меджик              | Аллен Айверсон (5)        | Філадельфія Севенті-Сіксерс | Стів Неш^ (2)             | Даллас Маверікс             |
| 2003-04 | Кевін Гарнетт^ (6)        | Міннесота Тімбервулвз       | Джермейн О'Ніл^ (3)       | Індіана Пейсерз             | Дірк Новіцкі^ (4)         | Даллас Маверікс             |
| 2003-04 | Тім Данкан^ (7)           | Сан-Антоніо Сперс           | Предраг Стоякович         | Сакраменто Кінґс            | Рон Артест^[d]            | Індіана Пейсерз             |
| 2003-04 | Шакіл О'Ніл (11)          | Лос-Анджелес Лейкерс        | Бен Воллес (3)            | Детройт Пістонс             | Яо Мінь                   | Х'юстон Рокетс              |
| 2003-04 | Кобі Браянт^ (6)          | Лос-Анджелес Лейкерс        | Сем Кассел                | Міннесота Тімбервулвз       | Майкл Редд                | Мілвокі Бакс                |
| 2003-04 | Джейсон Кідд^ (6)         | Нью-Джерсі Нетс             | Трейсі Макгреді (4)       | Орландо Меджик              | Берон Девіс               | Нью-Орлінс Горнетс          |
| 2004-05 | Тім Данкан^ (8)           | Сан-Антоніо Сперс           | Леброн Джеймс^            | Клівленд Кавальєрз          | Трейсі Макгреді (5)       | Х'юстон Рокетс              |
| 2004-05 | Дірк Новіцкі^ (5)         | Даллас Маверікс             | Кевін Гарнетт^ (7)        | Міннесота Тімбервулвз       | Шон Меріон^               | Фінікс Санз                 |
| 2004-05 | Шакіл О'Ніл (12)          | Маямі Гіт                   | Амаре Стадемайр^[e]       | Фінікс Санз                 | Бен Воллес (4)            | Детройт Пістонс             |
| 2004-05 | Аллен Айверсон (6)        | Філадельфія Севенті-Сіксерс | Двейн Вейд^               | Маямі Гіт                   | Кобі Браянт^ (7)          | Лос-Анджелес Лейкерс        |
| 2004-05 | Стів Неш^ (3)             | Фінікс Санз                 | Рей Аллен^ (2)            | Сієтл СуперСонікс           | Гілберт Арінас            | Вашингтон Візардс           |
| 2005-06 | Леброн Джеймс^ (2)        | Клівленд Кавальєрз          | Елтон Бренд^              | Лос-Анджелес Кліпперс       | Шон Меріон^ (2)           | Фінікс Санз                 |
| 2005-06 | Дірк Новіцкі^ (6)         | Даллас Маверікс             | Тім Данкан^ (9)           | Сан-Антоніо Сперс           | Кармело Ентоні^           | Денвер Наггетс              |
| 2005-06 | Шакіл О'Ніл (13)          | Маямі Гіт                   | Бен Воллес (5)            | Детройт Пістонс             | Яо Мінь (2)               | Х'юстон Рокетс              |
| 2005-06 | Кобі Браянт^ (8)          | Лос-Анджелес Лейкерс        | Чонсі Біллапс^            | Детройт Пістонс             | Аллен Айверсон (7)        | Філадельфія Севенті-Сіксерс |
| 2005-06 | Стів Неш^ (4)             | Фінікс Санз                 | Двейн Вейд^ (2)           | Маямі Гіт                   | Гілберт Арінас (2)        | Вашингтон Візардс           |
| 2006-07 | Дірк Новіцкі^ (7)         | Даллас Маверікс             | Леброн Джеймс^ (3)        | Клівленд Кавальєрз          | Кевін Гарнетт^ (8)        | Міннесота Тімбервулвз       |
| 2006-07 | Тім Данкан^ (10)          | Сан-Антоніо Сперс           | Кріс Бош^                 | Торонто Репторз             | Кармело Ентоні^ (2)       | Денвер Наггетс              |
| 2006-07 | Амаре Стадемайр^ (2)[e]   | Фінікс Санз                 | Яо Мінь (3)               | Х'юстон Рокетс              | Двайт Говард^             | Орландо Меджик              |
| 2006-07 | Стів Неш^ (5)             | Фінікс Санз                 | Гілберт Арінас (3)        | Вашингтон Візардс           | Двейн Вейд^ (3)           | Маямі Гіт                   |
| 2006-07 | Кобі Браянт^ (9)          | Лос-Анджелес Лейкерс        | Трейсі Макгреді (6)       | Х'юстон Рокетс              | Чонсі Біллапс^ (2)        | Детройт Пістонс             |
| 2007-08 | Кевін Гарнетт^ (9)        | Бостон Селтікс              | Дірк Новіцкі^ (8)         | Даллас Маверікс             | Карлос Бузер^             | Юта Джаз                    |
| 2007-08 | Леброн Джеймс^ (4)        | Клівленд Кавальєрз          | Тім Данкан^ (11)          | Сан-Антоніо Сперс           | Пол Пірс^ (3)             | Бостон Селтікс              |
| 2007-08 | Двайт Говард^ (2)         | Орландо Меджик              | Амаре Стадемайр^ (3)[e]   | Фінікс Санз                 | Яо Мінь (4)               | Х'юстон Рокетс              |
| 2007-08 | Кобі Браянт^ (10)         | Лос-Анджелес Лейкерс        | Стів Неш^ (6)             | Фінікс Санз                 | Трейсі Макгреді (7)       | Х'юстон Рокетс              |
| 2007-08 | Кріс Пол^                 | Нью-Орлінс Горнетс          | Дерон Вільямс^            | Юта Джаз                    | Ману Джінобілі^           | Сан-Антоніо Сперс           |
| 2008-09 | Дірк Новіцкі^ (9)         | Даллас Маверікс             | Пол Пірс^ (4)             | Бостон Селтікс              | По Газоль^                | Лос-Анджелес Лейкерс        |
| 2008-09 | Леброн Джеймс^ (5)        | Клівленд Кавальєрз          | Тім Данкан^ (12)          | Сан-Антоніо Сперс           | Кармело Ентоні^ (3)       | Денвер Наггетс              |
| 2008-09 | Двайт Говард^ (3)         | Орландо Меджик              | Яо Мінь (5)               | Х'юстон Рокетс              | Шакіл О'Ніл (14)          | Фінікс Санз                 |
| 2008-09 | Кобі Браянт^ (11)         | Лос-Анджелес Лейкерс        | Брендон Рой^              | Портланд Трейл-Блейзерс     | Чонсі Біллапс^ (3)        | Денвер Наггетс              |
| 2008-09 | Двейн Вейд (4)^           | Маямі Гіт                   | Кріс Пол (2)^             | Нью-Орлінс Горнетс          | Тоні Паркер^              | Сан-Антоніо Сперс           |
| 2009-10 | Кевін Дюрант^             | Оклахома-Сіті Тандер        | Кармело Ентоні^ (4)       | Денвер Наггетс              | По Газоль^ (2)            | Лос-Анджелес Лейкерс        |
| 2009-10 | Леброн Джеймс^ (6)        | Клівленд Кавальєрз          | Дірк Новіцкі^ (10)        | Даллас Маверікс             | Тім Данкан^ (13)          | Сан-Антоніо Сперс           |
| 2009-10 | Двайт Говард^ (4)         | Орландо Меджик              | Амаре Стадемайр^ (4)      | Фінікс Санз                 | Ендрю Богут^              | Мілвокі Бакс                |
| 2009-10 | Кобі Браянт^ (12)         | Лос-Анджелес Лейкерс        | Дерон Вільямс^ (2)        | Юта Джаз                    | Джо Джонсон^              | Атланта Гокс                |
| 2009-10 | Двейн Вейд^ (5)           | Маямі Гіт                   | Стів Неш^ (7)             | Фінікс Санз                 | Брендон Рой^ (2)          | Портланд Трейл-Блейзерс     |
| 2010-11 | Кевін Дюрант^ (2)         | Оклахома-Сіті Тандер        | По Газоль^ (3)            | Лос-Анджелес Лейкерс        | Ламаркус Олдрідж^         | Портланд Трейл-Блейзерс     |
| 2010-11 | Леброн Джеймс^ (7)        | Маямі Гіт                   | Дірк Новіцкі^ (11)        | Даллас Маверікс             | Зак Рендольф^             | Мемфіс Ґріззліс             |
| 2010-11 | Двайт Говард^ (5)         | Орландо Меджик              | Амаре Стадемайр^ (5)      | Нью-Йорк Нікс               | Ел Хорфорд^               | Атланта Гокс                |
| 2010-11 | Кобі Браянт^ (13)         | Лос-Анджелес Лейкерс        | Двейн Вейд^ (6)           | Маямі Гіт                   | Ману Джінобілі^ (2)       | Сан-Антоніо Сперс           |
| 2010-11 | Деррік Роуз^              | Чикаго Буллз                | Рассел Вестбрук^          | Оклахома-Сіті Тандер        | Кріс Пол^ (3)             | Нью-Орлінс Горнетс          |
| 2011-12 | Леброн Джеймс^ (8)        | Маямі Гіт                   | Кевін Лав^                | Міннесота Тімбервулвз       | Кармело Ентоні^ (5)       | Нью-Йорк Нікс               |
| 2011-12 | Кевін Дюрант^ (3)         | Оклахома-Сіті Тандер        | Блейк Гріффін^            | Лос-Анджелес Кліпперс       | Дірк Новіцкі^ (12)        | Даллас Маверікс             |
| 2011-12 | Двайт Говард^ (6)         | Орландо Меджик              | Ендрю Байнам^             | Лос-Анджелес Лейкерс        | Тайсон Чендлер^           | Нью-Йорк Нікс               |
| 2011-12 | Кобі Браянт^ (14)         | Лос-Анджелес Лейкерс        | Тоні Паркер^ (2)          | Сан-Антоніо Сперс           | Двейн Вейд^ (7)           | Маямі Гіт                   |
| 2011-12 | Кріс Пол^ (4)             | Лос-Анджелес Кліпперс       | Рассел Вестбрук^ (2)      | Оклахома-Сіті Тандер        | Реджон Рондо^             | Бостон Селтікс              |
| 2012-13 | Леброн Джеймс^ (9)        | Маямі Гіт                   | Кармело Ентоні^ (6)       | Нью-Йорк Нікс               | Девід Лі^                 | Голден-Стейт Ворріорс       |
| 2012-13 | Кевін Дюрант^ (4)         | Оклахома-Сіті Тандер        | Блейк Гріффін^ (2)        | Лос-Анджелес Кліпперс       | Пол Джордж^               | Індіана Пейсерз             |
| 2012-13 | Тім Данкан^ (14)          | Сан-Антоніо Сперс           | Марк Газоль^              | Мемфіс Ґріззліс             | Двайт Говард^ (7)         | Лос-Анджелес Лейкерс        |
| 2012-13 | Кобі Браянт^ (15)         | Лос-Анджелес Лейкерс        | Тоні Паркер^ (3)          | Сан-Антоніо Сперс           | Двейн Вейд^ (8)           | Маямі Гіт                   |
| 2012-13 | Кріс Пол^ (5)             | Лос-Анджелес Кліпперс       | Рассел Вестбрук^ (3)      | Оклахома-Сіті Тандер        | Джеймс Гарден^            | Х'юстон Рокетс              |

|   | Вибраний до Баскетбольного Залу слави |
| ^ | Гравці, які є діючими в НБА           |

| #  | Гравець              | Всього | Перша збірна | Друга збірна | Третя збірна | Найцінніший гравець НБА |
| -- | -------------------- | ------ | ------------ | ------------ | ------------ | ----------------------- |
| 1  | Кобі Браянт^         | 15     | 11           | 2            | 2            | 1                       |
| 2  | Карім Абдул-Джаббар* | 15     | 10           | 5            | 0            | 6                       |
| 3  | Карл Мелоун*         | 14     | 11           | 2            | 1            | 2                       |
| 4  | Тім Данкан^          | 14     | 10           | 3            | 1            | 2                       |
| 5  | Шакіл О'Ніл          | 14     | 8            | 2            | 4            | 1                       |
| 6  | Боб Коузі*           | 12     | 10           | 2            | 0            | 1                       |
| 7  | Дірк Новіцкі^        | 12     | 4            | 5            | 3            | 1                       |
| 8  | Хакім Оладжьювон*    | 12     | 6            | 3            | 3            | 1                       |
| 9  | Дольф Шеєс*          | 12     | 6            | 6            | 0            | 0                       |
| 10 | Джеррі Вест*         | 12     | 10           | 2            | 0            | 0                       |
| 11 | Чарльз Барклі*       | 11     | 5            | 5            | 1            | 1                       |
| 12 | Джон Хавлічек*       | 11     | 4            | 7            | 0            | 0                       |
| 13 | Майкл Джордан*       | 11     | 10           | 1            | 0            | 5                       |
| 14 | Боб Петтіт*          | 11     | 10           | 1            | 0            | 2                       |
| 15 | Оскар Робертсон*     | 11     | 9            | 2            | 0            | 1                       |
| 16 | Білл Расселл*        | 11     | 3            | 8            | 0            | 5                       |
| 17 | Джон Стоктон*        | 11     | 2            | 6            | 3            | 0                       |
| 18 | Елджин Бейлор*       | 10     | 10           | 0            | 0            | 0                       |
| 19 | Ларрі Берд*          | 10     | 9            | 1            | 0            | 3                       |
| 20 | Вілт Чемберлейн*     | 10     | 8            | 2            | 0            | 4                       |
| 21 | Меджик Джонсон*      | 10     | 9            | 1            | 0            | 3                       |
| 22 | Девід Робінсон*      | 10     | 4            | 2            | 4            | 1                       |